# Sida ferrucciana
Sida ferrucciana är en malvaväxtart som beskrevs av Antonio Krapovickas. Sida ferrucciana ingår i släktet sammetsmalvor, och familjen malvaväxter. Inga underarter finns listade i Catalogue of Life.